# 피트
피트(feet, 영어 발음: /fit/), 풋(단수 foot,영어 발음: /fʊt/)는 야드파운드법과 미국 단위계의 길이 단위이다. 원래 피트의 기준은 성인 남자의 발 사이즈를 기준으로 하였으나 편의상 인치와 조율하여 12인치를 1피트로 규정되었다. 1 피트는 30.48 센티미터이고 12 인치이며 1 야드의 1/3이다.
자 단위(尺,呎)와는 0.5% 정도의 오차로 동일하며, 대한민국과 일본에서는 이 둘을 거의 구별하지 않는다.

## 정의
- 국제피트(International foot) = 0.3048 m
- 제국피트(Imperial foot, 영국식 피트) = 0.3047990 m
- 측량피트(US Servey foot, 미국식 피트) = 0.30480061 m
- 인도측량피트(Indian servey foot) =  0.3047996 m

## 역사
역사적으로 길이 단위의 기초를 제공하기 위해 인체를 사용해왔다. 백인 남성의 발은 신체의 약 15.3%인 것이 일반적이며, 160센티미터(5피트 3인치)의 사람에게는 245밀리미터(9.6인치), 180센티미터(5 피트 11인치)의 경우 275밀리미터(10.8인치)인 식이었다.
고고학자들은 이집트인, 고대 인도인, 메소포타미아인들은 큐빗을 선호한 반면, 로마인과 그리스인들은 피트를 선호하였다고 말한다.

## 표기
'를 써서 나타내기도 한다.

## 같이 보기
- 국제단위계
- 대한민국의 측정 단위
- 데이비드 머민